# Mis-Teeq
Mis-Teeq byla britská dívčí skupina tvořená Sabrinou Washington, Su-Elise Nash a Aleshou Dixon. Trio bylo aktivní v letech 1999 až 2005.

## Historie
Skupina se opakovaně dostala do britských žebříčků nejposlouchanější alb. Podobné úspěchy slavili i v Evropě, Asii, Austrálii a USA. Jejich debutové studiové album Lickin' on Both Sides z 27. října 2001 se umístilo na třetím místě UK Albums Chart a získalo dvojnásobnou platinovou desku.
Po kratší pauze vydali v březnu roku 2003 druhé studiové album Eye Candy. Album zaznamenalo podobný úspěch jako jejich debutové album.
V únoru 2005 skupina oznámila, že se členky rozdělí a budou se věnovat sólovým kariérám. K rozpadu došlo rovněž kvůli zániku nahrávací společnosti Telstar Records. V dubnu roku 2005 trio vydalo závěrečné album největších hitů.

## Členky
- Alesha Dixon (2000–2005)
- Sabrina Washington (2000–2005)
- Su-Elise Nash (2000–2005)
- Zena McNally (2000–2001)

## Diskografie

### Studiová alba
- Lickin' on Both Sides (2001)
- Eye Candy (2003)

### Kompilační alba
- Mis-Teeq (2004)
- Mis-Teeq: Greatest Hits (2005)